# 綿貫隆夫
綿貫 隆夫（わたぬき たかお、1938年（昭和13年）10月2日 -  2020年（令和2年）12月25日）は、日本の政治家、弁理士。長野県中野市長。

## 来歴
長野県下高井郡中野町（現中野市）生まれ。長野県長野高等学校を経て、信州大学工学部卒業。高校卒業時から家業の醤油醸造業を承継し、学生生活と社長を兼ねた。
1973年に弁理士試験合格。科学技術翻訳士資格取得。その後、長野市に綿貫国際特許・商標事務所を開業し、クリエイ知的所有権研究所長も務める。
1996年、中野市長選挙に初当選した。2004年に退任し、2006年からは長野県教育委員長を務めた。
2009年、旭日双光章受章。2020年、紺綬褒章飾版受章。
2020年12月25日、逝去。享年82歳。